# Cymopterus nivalis
Cymopterus nivalis är en flockblommig växtart som beskrevs av Sereno Watson. Cymopterus nivalis ingår i släktet Cymopterus och familjen flockblommiga växter. Inga underarter finns listade i Catalogue of Life.

## Bildgalleri

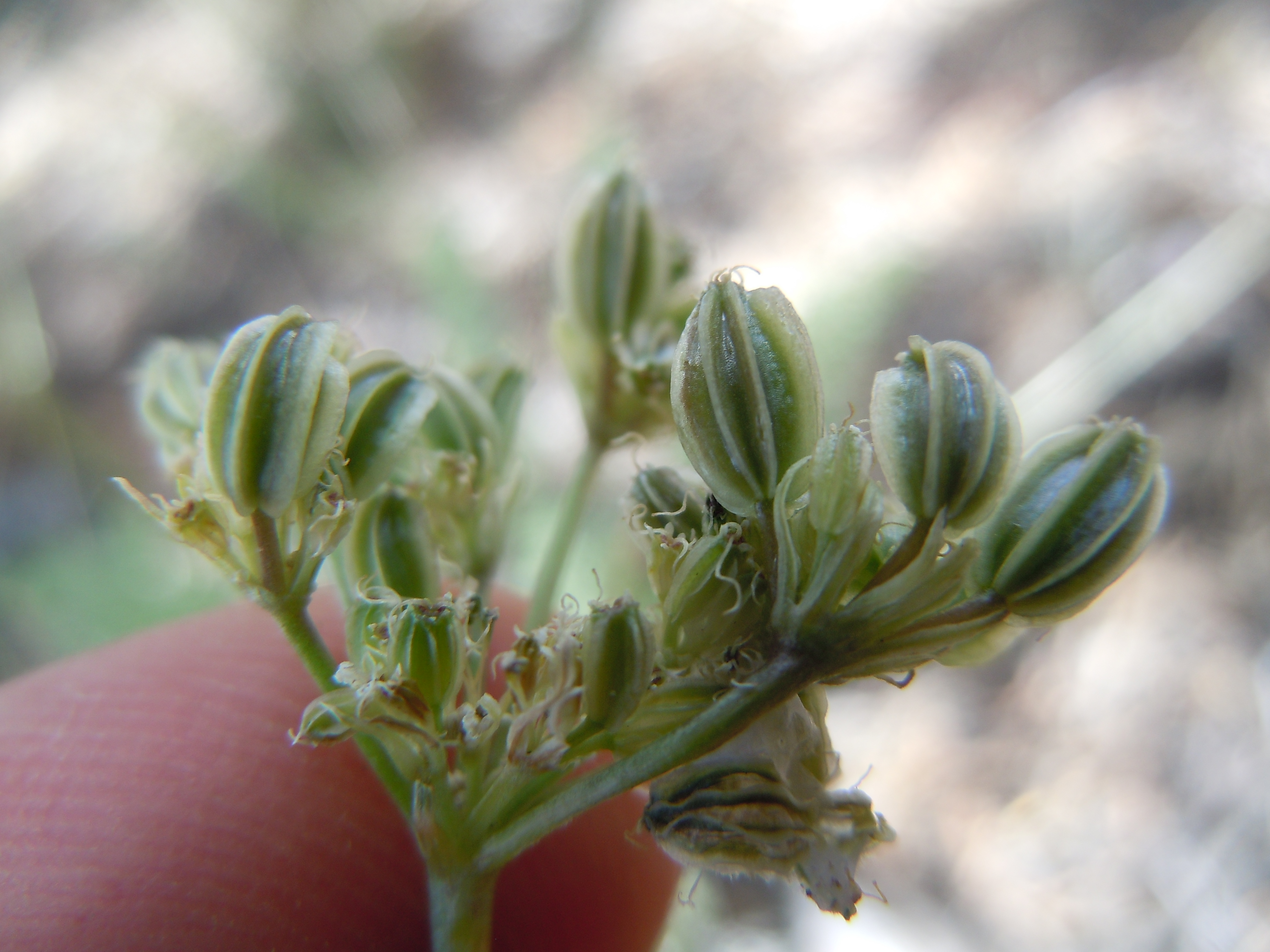
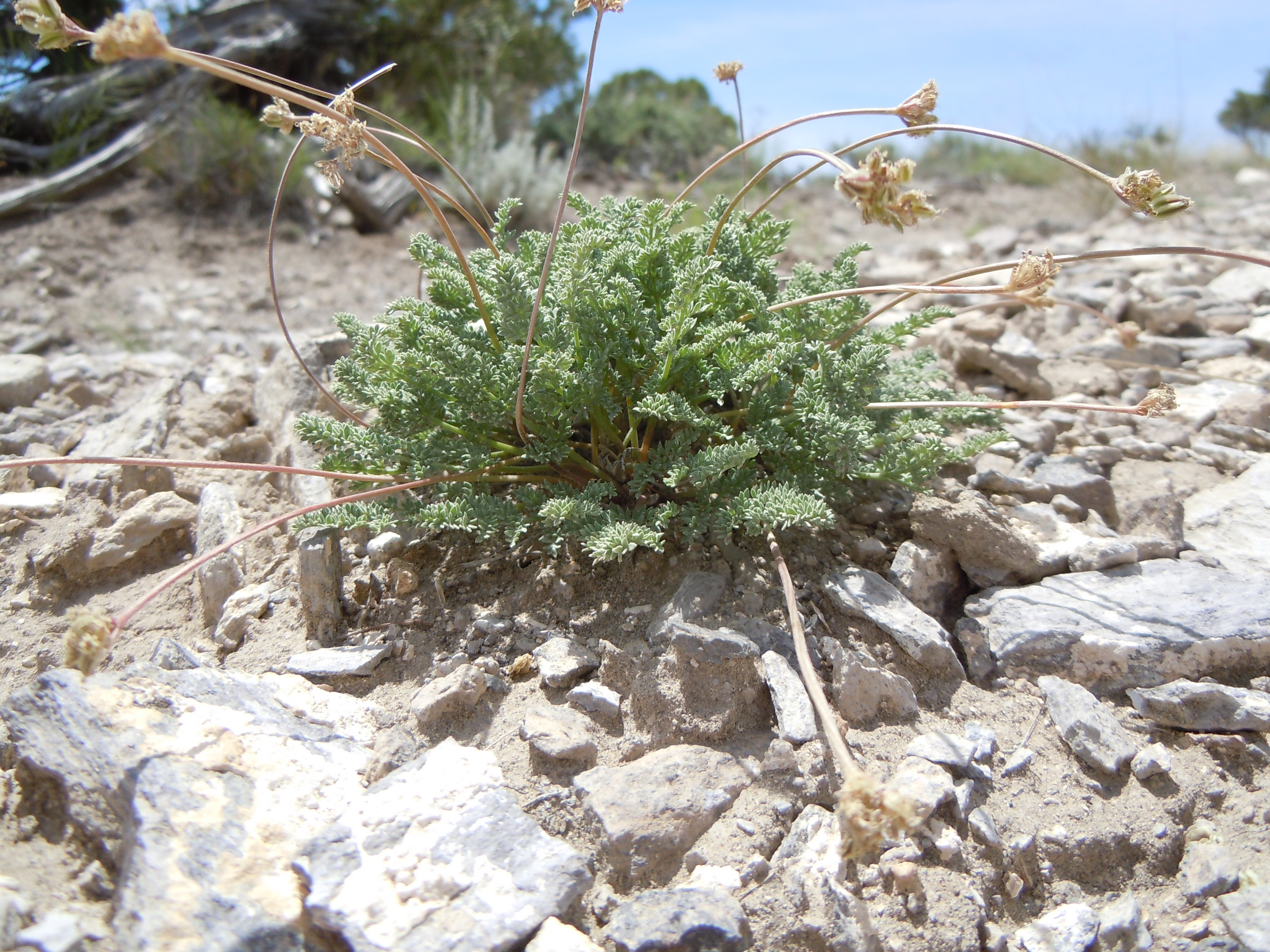
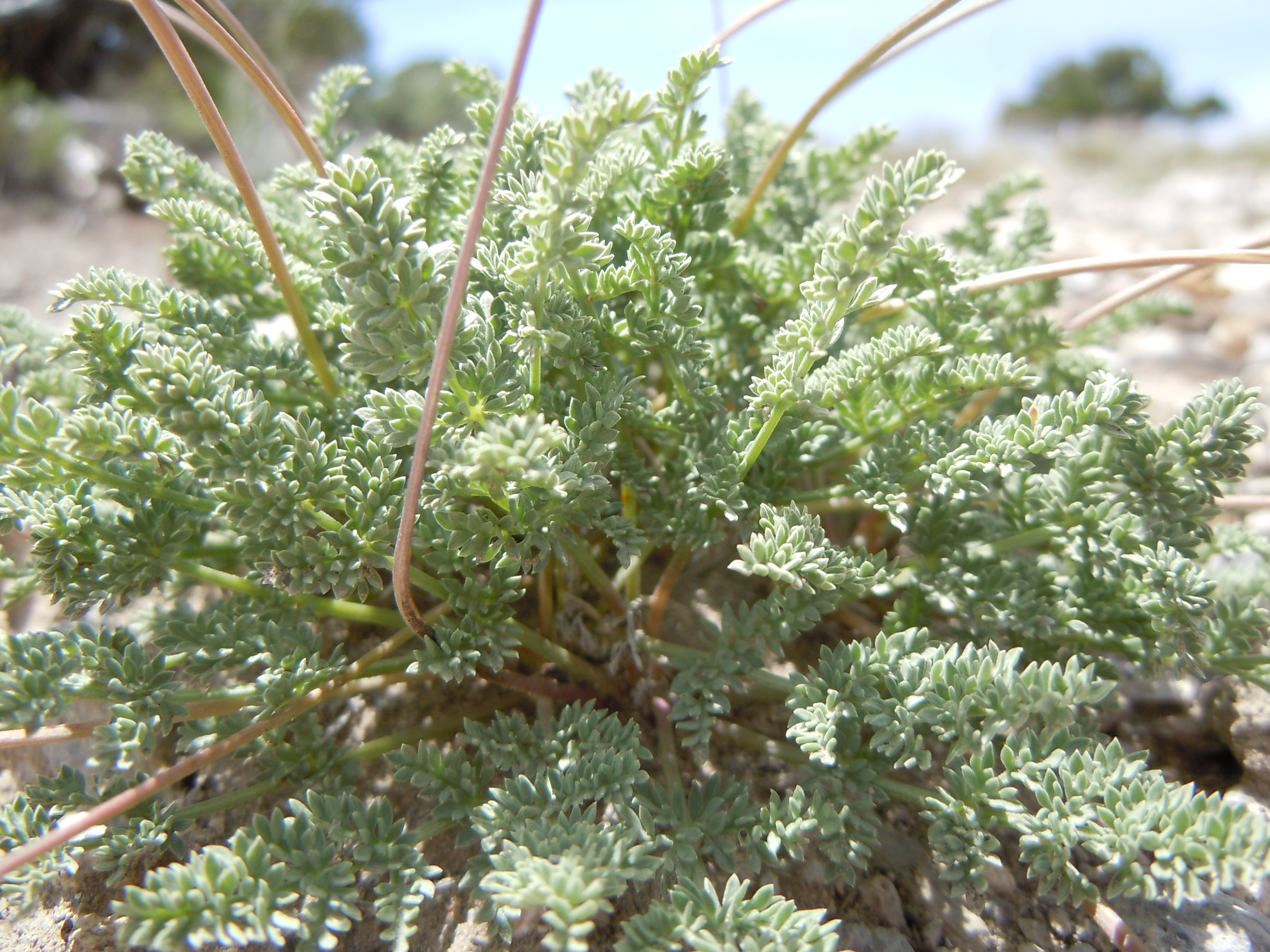
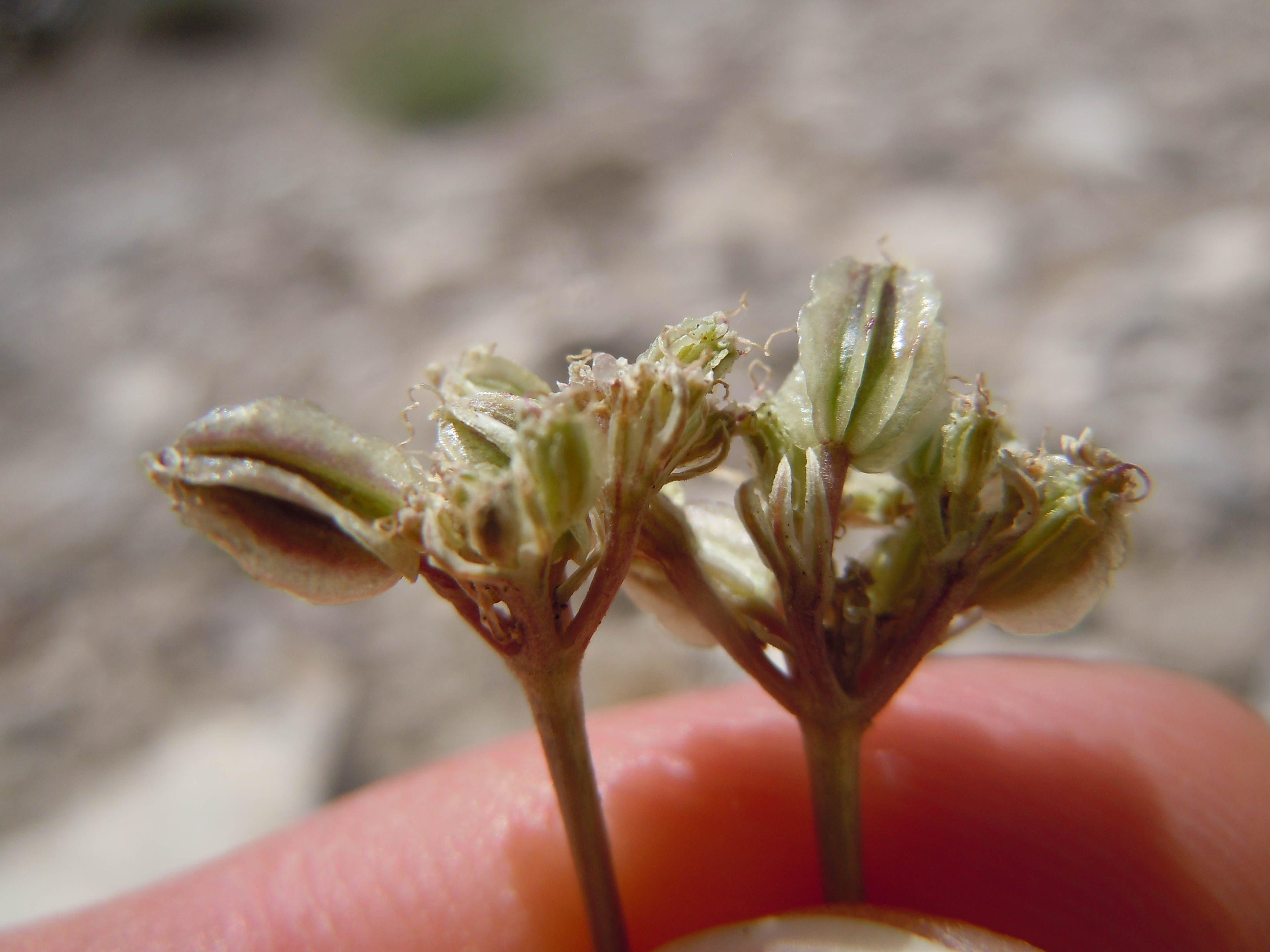